# قشلاق بالا
قشلاق بالا هي قرية في مقاطعة هريس، إيران. عدد سكان هذه القرية هو 142 في سنة 2006.